# Athene
Pour l’article homonyme, voir Athènes.
Genre
Athene est un genre de rapaces nocturnes de petite taille appartenant à la famille des Strigidae et à la sous-famille des Surniinae. Il comprend neuf espèces de chevêches dont une est également appelée ninoxe.

## Répartition
Ce genre se trouve à l'état naturel dans le Sud de l'Asie,,, en Afrique,, en Europe et en Amérique.

## Liste des espèces
D'après la classification de référence (version 14.1, 2024) de l'Union internationale des ornithologues, il y a 9 espèces du genre Athene. Liste des espèces par ordre philogénique :
- Athene blewitti (Hume, 1873) — Chevêche forestière ;
- Athene superciliaris (Vieillot, 1817) — Chevêche à sourcils blancs ;
- Athene cunicularia (Molina, 1782) – Chevêche des terriers ;
- Athene noctua (Scopoli, 1769) – Chevêche d'Athéna ;
- Athene brama (Temminck, 1821) – Chevêche brame ;
- Athene jacquinoti (Bonaparte, 1850) – Chevêche ou ninoxe de Jacquinot ;
- Athene granti (Sharpe, 1888) – Chevêche de Guadalcanal ;
- Athene malaitae (Mayr, 1931) – Chevêche de Malaita ;
- Athene roseoaxillaris (Hartert, EJO, 1929) – Chevêche de Makira.

Athene cunicularia est parfois placée dans un genre monotypique séparé sous le nom Speotyto cunicularia.

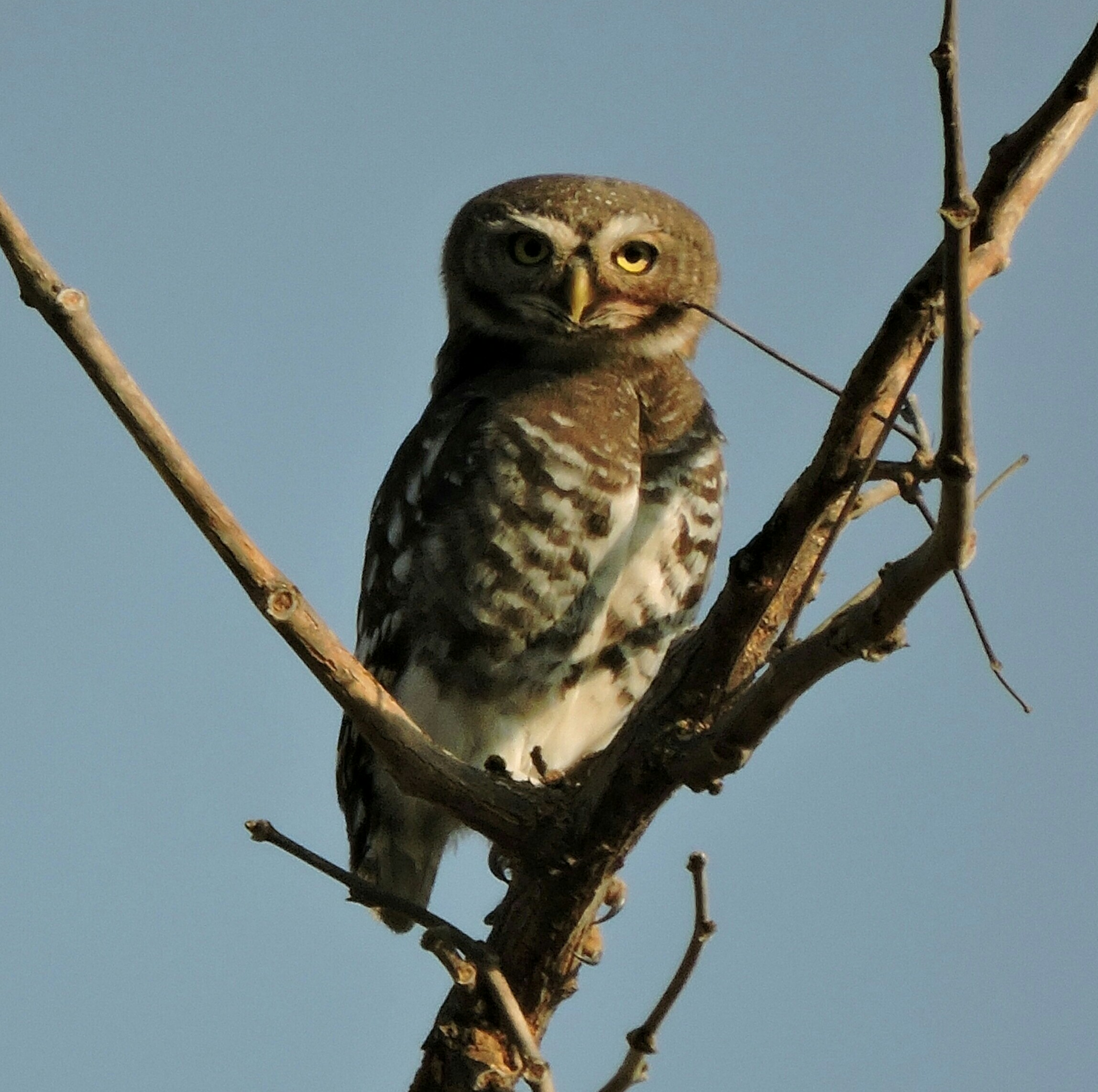
Athene blewitti.
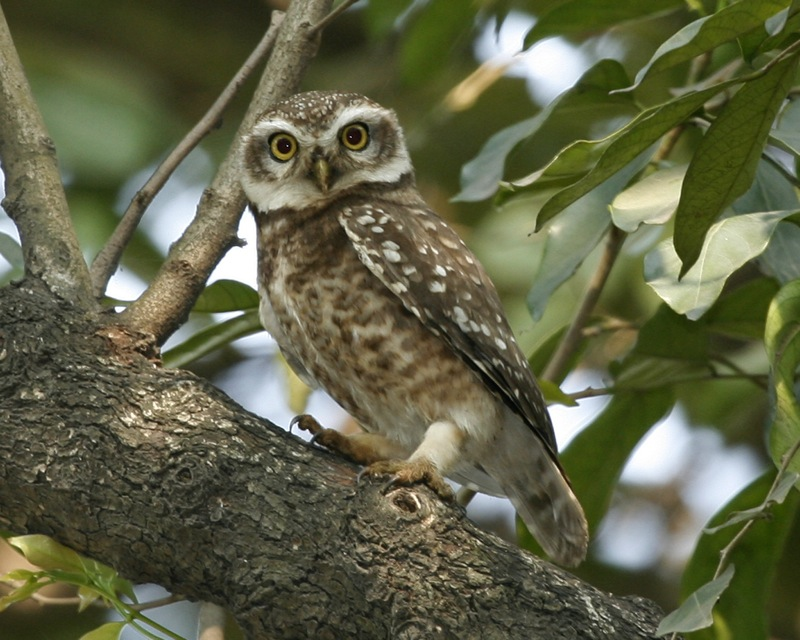
Athene brama.
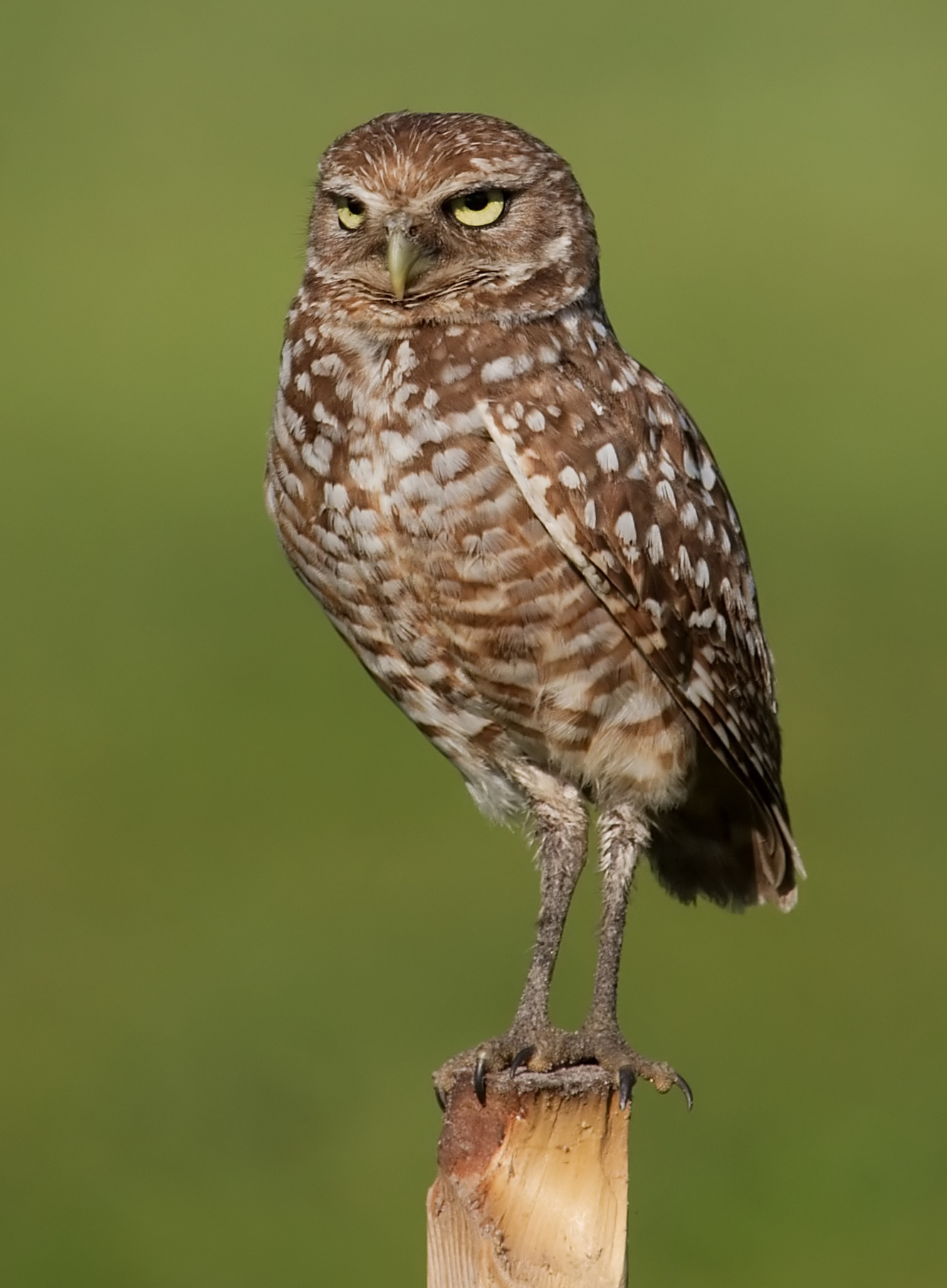
Athene cunicularia.
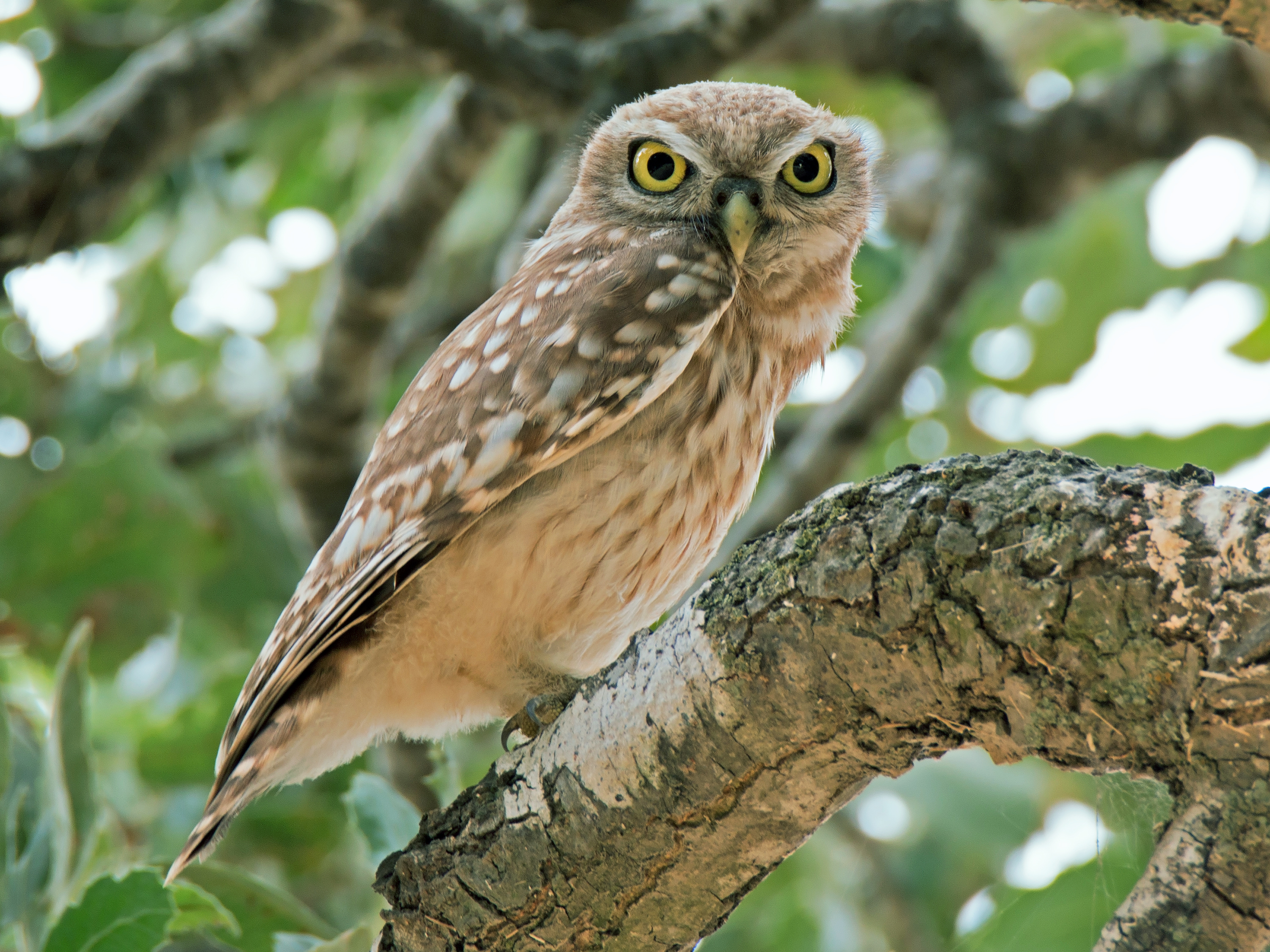
Athene noctua.
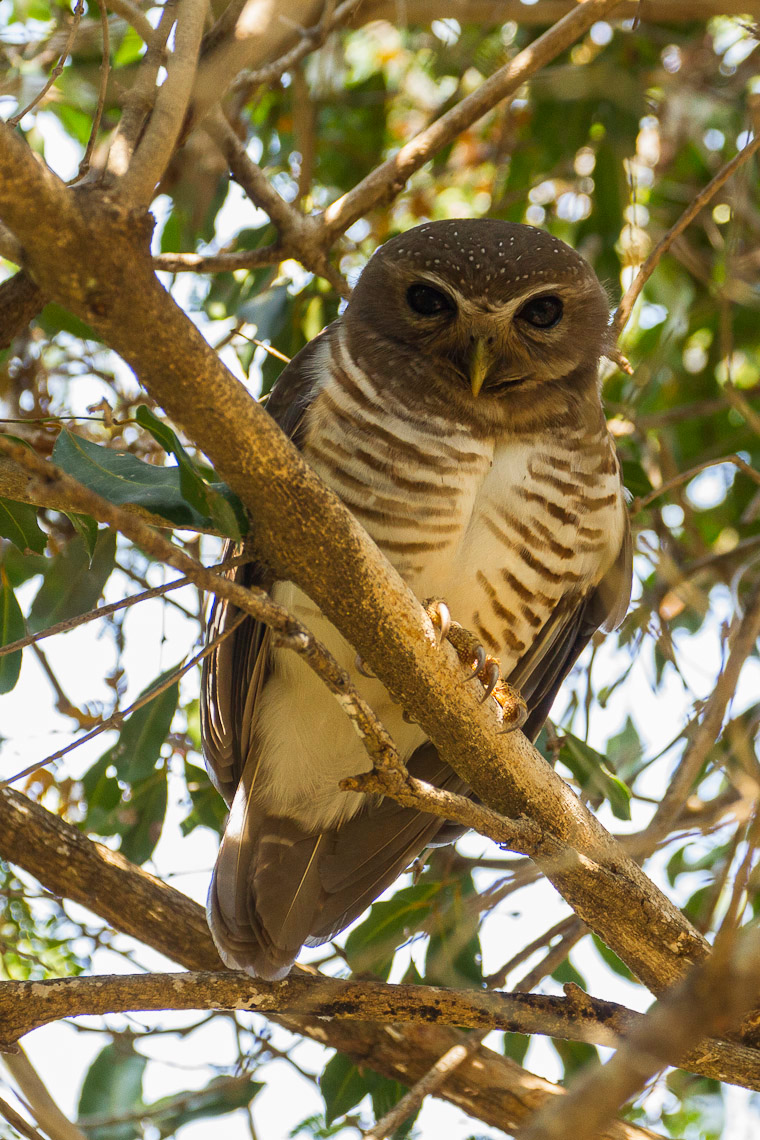
Athene superciliaris.

### Espèces disparues
- Athene trinacriae